# Andrena utahensis
Andrena utahensis är en biart som beskrevs av Laberge 1967. Andrena utahensis ingår i släktet sandbin, och familjen grävbin. Inga underarter finns listade i Catalogue of Life.